# De Cecco
Pour les articles homonymes, voir De Cecco (homonymie).
De Cecco est une entreprise italienne d'agroalimentaire basée à Fara San Martino, dans la région des Abruzzes, qui concentre ses activités sur les pâtes sèches, l'huile d'olive et les sauces.
L'entreprise a été fondée en 1886 par les frères De Cecco dans les Abruzzes, son siège social se trouve à Pescara et ses usines à Fara San Martino et Caldari.

## Histoire
L'origine du groupe remonte à Filippo De Cecco (it), alors exploitant d'un moulin et d'une usine d'environ 100 m² qui lui permettent de produire de la farine et déjà des pâtes. Il arrive alors à élargir la production au simple cercle familial et local. En 1889, il installe une cabine de séchage pour accélérer le processus qui se faisait avant avec le soleil. Cette dernière dispose d'un système de ventilation à air chaud et d'un aspirateur. Cette innovation permet de libérer la production des facteurs climatiques et saisonniers. Le volume produit augmente alors et le rayon de vente peut s'étendre. L'internationalisation a débuté dès 1889. À la fin du siècle, la production journalière atteint le quintal et demi.
Les expositions internationales représentent pour l'entreprise un moyen de s'exporter et de rencontrer de nouveaux marchés. L'entreprise est par exemple représentée lors de l'exposition universelle de 1893 de Chicago.
En 1905, l'usine est alimentée par l'hydroélectricité, trois ans plus tard, la marque adopte son identité visuelle : une paysanne tenant des gerbes de blé en logo et un paquet jaune et bleu.
Tandis que la concurrence est forte avec Barilla et Campania sur les marchés européens, De Cecco parvient à se développer aux États-Unis dès les années 1910.
Durant la Seconde Guerre mondiale, l'usine de Fara San Martino est complètement détruite par les explosions et les incendies.
Après la guerre, la famille De Cecco reconstruit l’usine de Fara San Martino et, pour soutenir l’augmentation de la production au cours des années de relance, inaugure la nouvelle usine de pâtes alimentaires de Pescara.
En 1965, 1 000 quintaux de pâtes sont produits chaque jour. Le cap des 10 000 quintaux journalier est passé dans les années 1990. En 1996 ouvre l'usine de Caldari.
En 2006, l'entreprise développe une gamme à base de tomates (sauces, pâtes).